# 이탈리아 협주곡 (바흐)
《이탈리아 협주곡 바장조 바흐 작품 번호  971》은 요한 제바스티안 바흐가 1735년에 작곡하고 1736년에 출판한 하프시코드 독주곡이다. 《클라비어 연습곡 2집》의 제1번이다(제2번은 〈프랑스 서곡 바흐 작품 번호 831〉이다).이 작품은 바흐의 건반악기 작품들에서 인기를 얻었으며 하프시코드와 피아노 양쪽으로 녹음되었다.

## 악장 구성
세 개의 악장으로 이루어져 있다.
- 1악장: 빠르기 표시가 없다(보통은 빠르게[Allegro]로 연주한다).
- 2악장: 느리게(Andante)
- 3악장: 매우 빠르게(Presto)